# Фурсово (Владимирская область)
Фурсово — деревня в Меленковском районе Владимирской области России, входит в состав Ляховского сельского поселения.

## География
Деревня расположена на берегу речки Черничка в 7 км на северо-запад от центра поселения села Ляхи и в 17 км на восток от райцентра города Меленки.

## История
Деревня Фурсово упоминается в окладных книгах 1676 года в составе Степаньковского прихода, в ней было 12 крестьянских дворов. В 1859 году в деревне насчитывалось 55 дворов, в конце XIX века — 70 дворов.
В конце XIX — начале XX века деревня входила в состав Ляховской волости Меленковского уезда. 
С 1929 года деревня являлась центром Фурсовского сельсовета Ляховского района. С 1963 года в составе Высоковского сельсовета Меленковского района Владимирской области. 

## Население
| 1859 | 1897 |
| ---- | ---- |
| 433  | 583  |

| 1859 | 1897 | 1905 | 1926 | 2002 | 2010 | 2021 |
| ---- | ---- | ---- | ---- | ---- | ---- | ---- |
| 433  | ↗583 | ↗747 | ↘729 | ↘43  | ↘24  | ↘16  |